# آندره برونن
آندره برونن (به فرانسوی: Andrée Brunin) شاعر قرن بیستم میلادی اهل فرانسه بود.